# Hobo Blues Band-diszkográfia

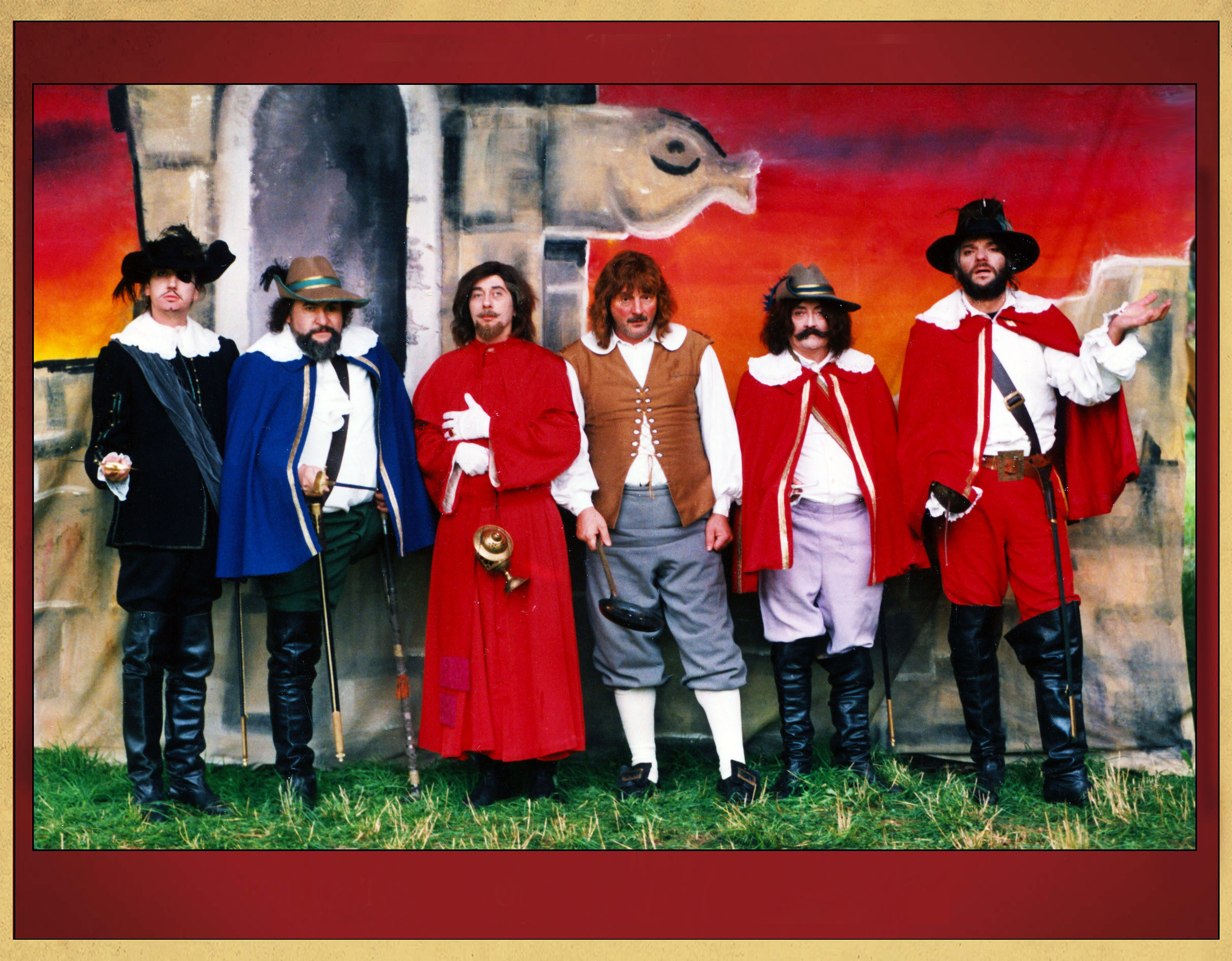
A Három testőr lemezborítóterv (Rózsavölgyi Gyöngyi fotója)

Ez a szócikk a Hobo Blues Band nevű magyar blues együttes lemezeiről szól.

## Stúdióalbumok
| Kiadás éve | Album címe                   | Megjegyzés |
| ---------- | ---------------------------- | --- |
| 1980       | Középeurópai Hobo Blues      | |
| 1982       | Oly sokáig voltunk lenn      | |
| 1983       | Még élünk                    | |
| 1984       | Vadászat                     | Dupla album; a HBB és Deák Bill Gyula utolsó közös lemeze, (kivéve a Csintalan lányok, rossz fiúk albumot)                                                                |
| 1986       | Esztrád                      | |
| 1987       | Vándor az úton               | Dupla koncertalbum, a HBB Jim Morrison emlékműsorának anyaga. |
| 1988       | Csavargók könyve             | |
| 1988       | Tiltott gyümölcs             | |
| 1990       | Tábortűz mellett             | Dupla album |
| 1991       | Kocsmaopera                  | |
| 1992       | Férfibánat                   | |
| 1993       | Kopaszkutya                  | A Kopaszkutya című film zenéje |
| 1994       | Csintalan lányok, rossz fiúk | |
| 1995       | Vissza a 66-os úton          | Az albumról könyv is készült Vissza a 66-os úton címen |
| 1996       | Vadaskert                    | Dupla album |
| 1997       | A nemek háborúja             | |
| 2000       | Gyöngy a sárban              | |
| 2004       | Idegen tollak                | Dupla album, The Rolling Stones, The Doors, Allen Ginsberg, Tom Waits, Viszockij dalok és versek Hobo magyar szövegeivel.                                                 |
| 2007       | Blues egy trombitásért       | A lemez Tomsits Rudolf emlékére készült |
| 2007       | Senkifalva                   | |
| 2008       | Bolondvadászat               | Dupla album, amelyről könyv is készült szintén Bolondvadászat címen |
| 2012       | Farkashajsza                 | Viszockij dalok és versek Hobo magyar szövegeivel, Hobo és zenekara előadásában                                                                                           |
| 2014       | A föltámadás szomorúsága     | Ady Endre verseit Fekete-Kovács Kornél zenéivel előadja Hobo és zenekara                                                                                                  |
| 2014       | Requiem a bluesért           | Dupla album, A blues útja és a Requiem a bluesért, melyen The Rolling Stones, The Doors, Cream dalai is szerepelnek Hobo magyar szövegeivel. Hobo és zenekara előadásában |

## Koncertalbumok
| Kiadás éve | Album címe   |
| ---------- | ------------ |
| 1981       | Koncert 1981 |

## Válogatásalbumok
| Kiadás éve | Album címe              |
| ---------- | ----------------------- |
| 1989       | Blues az esőben         |
| 2003       | Hajtók dala             |
| 2010       | Halj meg és nagy leszel |

## Kislemezek
| Kiadás éve | Lemez címe           |
| ---------- | -------------------- |
| 1980       | Rolling Stones Blues |

## Filmek, DVD-k
| Kiadás éve | Film, DVD címe       | Megjegyzés                                                                 |
| ---------- | -------------------- | -------------------------------------------------------------------------- |
| 1981       | Kopaszkutya          | Játékfilm az együttes tagjaival és dalaival.                               |
| 2006       | Kötéltánc            | Ez a DVD-sorozat öt különálló részből áll                                  |
| 2009       | Apák rock and rollja | Az együttes 30 éves jubileumi koncertfelvétele                             |
| 2011       | Kopaszkutya Kettő    | Koncert-, dokumentum- és játékfilmes elemeket is tartalmaz, nem folytatás. |

## Külső hivatkozások
- Hivatalos oldal